# Grande Bosse
La Grande Bosse est un bombement neigeux, culminant à 4 435 ou 4 510 m, sur la voie normale du  mont Blanc (l’arête des Bosses), entre le dôme du Goûter et la Petite Bosse. Elle ne fait pas partie de la liste officielle des 82 sommets des Alpes de plus de 4 000 mètres d'altitude, mais apparaît dans la liste complémentaire des sommets secondaires.

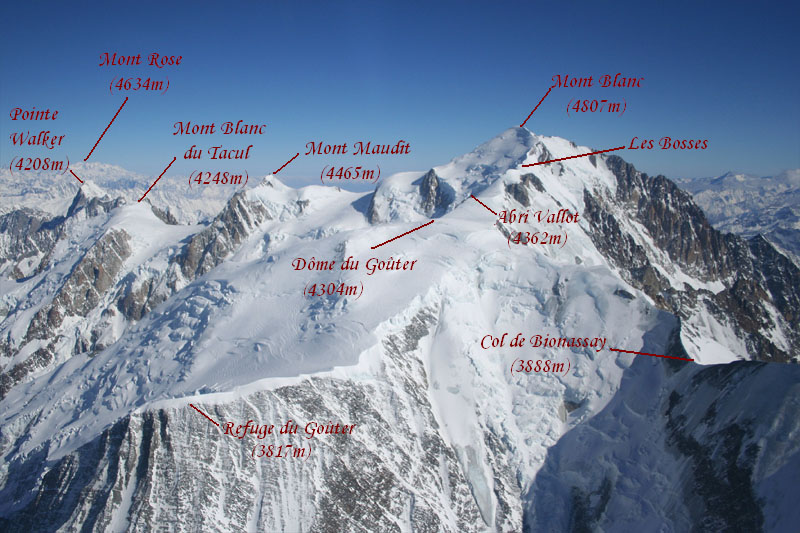
Photo aérienne du mont Blanc et des sommets voisins.